# جيفري دونالدسون
جيفري دونالدسون هو سياسي بريطاني، ولد في 7 ديسمبر 1962 في Kilkeel ‏ في المملكة المتحدة. نشط حزبياً في الحزب الديمقراطي الاتحادي.

## مناصب
- في الانتخابات العامة في المملكة المتحدة 2019، انتخب عضو البرلمان الثامن والخمسين للمملكة المتحدة  [لغات أخرى]‏ عن دائرة لاغان فالي وقد انضم خلال فترته النيابية ‏ (12 ديسمبر 2019 – ) للكتلة البرلمانية الحزب الديمقراطي الاتحادي.
- انتخب ممثل الجمعية البرلمانية لمجلس أوروبا [الإنجليزية]‏ لترشحه ضمن قائمة المملكة المتحدة، (27 نوفمبر 2015 – ).
- انتخب نائب عن الجمعية البرلمانية لمجلس أوروبا  [لغات أخرى]‏ لترشحه ضمن قائمة المملكة المتحدة، (12 نوفمبر 2010 – 7 نوفمبر 2015).
- انتخب عضو الجمعية التشريعية الثانية لأيرلندا الشمالية ‏ عن دائرة وادي لاغان [الإنجليزية]‏ وقد انضم خلال فترته النيابية ‏ (15 يناير 2004 – 30 يناير 2007) للكتلة البرلمانية الحزب الديمقراطي الاتحادي.
- انتخب عضو الجمعية التشريعية الثانية لأيرلندا الشمالية ‏ عن دائرة وادي لاغان [الإنجليزية]‏ وقد انضم خلال فترته النيابية ‏ (18 ديسمبر 2003 – 15 يناير 2004) للكتلة البرلمانية نقابي مستقل [الإنجليزية]‏.
- في انتخابات تكميلية، انتخب عضو الجمعية التشريعية لأيرلندا الشمالية 1982-1986 ‏ وقد انضم خلال فترته النيابية ‏ (17 أكتوبر 1985 – ) للكتلة البرلمانية حزب ألستر الوحدوي.
- في انتخابات الجمعية التشريعية لأيرلندا الشمالية، 2003 [الإنجليزية]‏، انتخب عضو الجمعية التشريعية الثانية لأيرلندا الشمالية ‏ عن دائرة وادي لاغان [الإنجليزية]‏ وقد انضم خلال فترته النيابية ‏ (26 نوفمبر 2003 – 18 ديسمبر 2003) للكتلة البرلمانية حزب ألستر الوحدوي.
- في انتخابات الجمعية التشريعية لأيرلندا الشمالية، 2007 [الإنجليزية]‏، انتخب عضو الجمعية التشريعية الثالثة لأيرلندا الشمالية ‏ عن دائرة وادي لاغان [الإنجليزية]‏ وقد انضم خلال فترته النيابية ‏ (9 مارس 2007 – 9 يونيو 2010) للكتلة البرلمانية الحزب الديمقراطي الاتحادي.
- في الانتخابات العامة في المملكة المتحدة 1997 [الإنجليزية]‏، انتخب عضو البرلمان الثاني والخمسون للمملكة المتحدة  [لغات أخرى]‏ عن دائرة لاغان فالي وقد انضم خلال فترته النيابية ‏ (1 مايو 1997 – 14 مايو 2001) للكتلة البرلمانية حزب ألستر الوحدوي.
- انتخب عضو البرلمان الثالث والخمسون للمملكة المتحدة  [لغات أخرى]‏ عن دائرة لاغان فالي وقد انضم خلال فترته النيابية ‏ (5 يناير 2004 – 11 أبريل 2005) للكتلة البرلمانية الحزب الديمقراطي الاتحادي.
- انتخب عضو البرلمان الثالث والخمسون للمملكة المتحدة  [لغات أخرى]‏ عن دائرة لاغان فالي وقد انضم خلال فترته النيابية ‏ (23 يونيو 2003 – 4 يناير 2004) للكتلة البرلمانية مستقل.
- في الانتخابات العامة في المملكة المتحدة 2001، انتخب عضو البرلمان الثالث والخمسون للمملكة المتحدة  [لغات أخرى]‏ عن دائرة لاغان فالي وقد انضم خلال فترته النيابية ‏ (7 يونيو 2001 – 22 يونيو 2003) للكتلة البرلمانية حزب ألستر الوحدوي.
- في الانتخابات العامة في المملكة المتحدة 2005، انتخب عضو البرلمان الرابع والخمسون للمملكة المتحدة  [لغات أخرى]‏ عن دائرة لاغان فالي وقد انضم خلال فترته النيابية ‏ (5 مايو 2005 – 12 أبريل 2010) للكتلة البرلمانية الحزب الديمقراطي الاتحادي.
- في انتخابات المملكة المتحدة لعام 2010، انتخب عضو البرلمان الخامس والخمسين للمملكة المتحدة  [لغات أخرى]‏ عن دائرة لاغان فالي وقد انضم خلال فترته النيابية ‏ (6 مايو 2010 – 30 مارس 2015) للكتلة البرلمانية الحزب الديمقراطي الاتحادي.
- في الانتخابات العامة في المملكة المتحدة 2015، انتخب عضو البرلمان السادس والخمسين للمملكة المتحدة  [لغات أخرى]‏ عن دائرة لاغان فالي وقد انضم خلال فترته النيابية ‏ (7 مايو 2015 – 3 مايو 2017) للكتلة البرلمانية الحزب الديمقراطي الاتحادي.
- في الانتخابات العامة في المملكة المتحدة 2017، انتخب عضو البرلمان السابع والخمسين للمملكة المتحدة  [لغات أخرى]‏ عن دائرة لاغان فالي وقد انضم خلال فترته النيابية ‏ (8 يونيو 2017 – 6 نوفمبر 2019) للكتلة البرلمانية الحزب الديمقراطي الاتحادي.

## وصلات خارجية
- الموقع الرسمي